# Frères Hornec
Jean-Claude, Mario et Marc Hornec, plus connus sous le nom des frères Hornec ou du clan Hornec, sont trois figures du grand banditisme français. Originaires d'Allemagne et surnommés « les H », ils sont issus de la communauté yéniche sédentarisée et installés à Montreuil-sous-Bois en Seine-Saint-Denis.
Les trois frères sont, depuis 1994, à la tête du clan. L'ainé, Jean-Claude Hornec, dit « Eddy Mitchell » ou « Lounes », est né en 1953. Le cadet, Mario Hornec, dit « le Corse » ou « le diplomate », est né en 1958. Le benjamin, Marc Hornec dit « le Forain », est né en 1966 et est le plus actif de la famille. La fratrie est fichée au grand banditisme.
Le clan Hornec a été impliqué dans diverses activités criminelles à partir des années 1990 : braquages de fourgons, « saucissonnages », pillages d'entrepôts, machines à sous clandestines, corruption de fonctionnaires de police, meurtres, rackets de boîtes de nuit, de bars et de restaurants et divers trafics (or, jade, cocaïne, cannabis, œuvres d'art, voitures de luxe…). Les frères ont été successivement arrêtés entre 2006 et 2008.

## Historique
La famille Hornec est issue d'une lignée de Manouches de Hongrie partie s'installer en Allemagne dans le courant du XIXe siècle. Au début du XXe siècle, la famille quitte l'Alsace où elle vit depuis plusieurs générations pour migrer vers l'ouest et se fixer dans l'Est parisien. Lucien Hornec, le père, né en 1932, reprend très jeune l'activité de ferrailleur de sa famille et épouse Marinette Falck, d'un an sa cadette, avec qui il a quatre enfants : Jean-Claude né en 1953, Sonya en 1955, Mario en 1957 et Marc en 1966. Jusqu'à la fin des années 1950, la famille vit en caravane puis s'installe dans un petit pavillon ouvrier du quartier de la Boissière à Montreuil, rue des Ramenas, un fief sanctuarisé qu'elle ne quittera plus et agrémentera, au gré des coups réussis, de nouveaux terrains jusqu'à posséder une petite forteresse de six pavillons agglutinés les uns aux autres.

## Les débuts d'une fratrie
La famille Hornec s'installe en région parisienne dans les années 1950 avec l'arrivée du père, Lucien Hornec (1932-1998), un ferrailleur sans histoires, à Montreuil en Seine-Saint-Denis. À sa mort, ses trois fils, Jean-Claude, Mario et Marc reprennent le commerce paternel, reçu en héritage. Ce n'est qu'au début des années 1980 que leurs activités seraient devenues illégales : désossage de voitures ayant servi à des casses ou fourniture de voitures « maquillées ».
C'est dans le quartier de la Boissière à Montreuil que les Hornec se font un nom. Ils évoluent sous la houlette de Claude Genova dit « le Gros » (1,80 m pour 103 kg) issu du même quartier. Après quelques affaires ensemble, les « H » prennent leur distance. Ils vont alors s'associer à des personnes avec qui ils ont grandi, des maghrébins et des gitans.
Souvent soupçonnés, ils ne sont jamais pris en flagrant délit. Un journaliste dira d'eux : « Si le banditisme était une famille, ce serait bien celle-là. Une communauté soudée... une solidarité rare entre les hommes du clan. Tous les ingrédients semblent réunis pour constituer l'embryon d'une « Mafia », à commencer par le plus important : le territoire. »[réf. nécessaire]. Petit à petit, les Hornec se bâtissent une réputation dans le « milieu », surtout depuis qu'on leur prête un pacte occulte entre « Yéniches  et Arabes ». L'activité centrale de la fratrie, à cette époque, est le braquage. Le noyau dur du clan se compose d'une dizaine de jeunes, qui progressivement imposeront le respect à leurs pairs. Toutefois la véritable ascension des Hornec ne débutera qu'en 1989.
Cette année-là, Genova est écroué pour un trafic portant sur plus de 200 voitures. Les « H » en profitent pour décupler leur activité. Ils s'associent avec de futurs grands noms du milieu parisien : Ihmed Mohieddine dit « Joe » et Nordine Mansouri dit « la Gelée » (allusion peu flatteuse à l'état de son cerveau) qui reprennent les affaires de Genova. Mais cette reprise en main ne se fait pas sans heurts. C'est ainsi que Michel Thiry, un proche du clan, est tué en novembre 1993. L'assassin de Thiry, Éric Pasquet, 32 ans, est abattu à son tour en février 1994, suivi de Joël Guignon, tué le 12 juin à Nogent-sur-Marne. Le lendemain, ce sont des frères gitans proches des Hornec qui tombent.
Le 22 août 1994, Claude Genova, 43 ans, alors en permission, est assassiné par deux truands indépendants de trois coups de fusil à pompe dans le dos, boulevard Gouvion-Saint-Cyr. Il devait retrouver les « H » pour tenter de cesser les hostilités.
La guerre semblant avoir pris fin, les « H » réinvestissent l'argent des braquages de fourgons dans le rachat de bars, restaurants et boîtes de nuit. Ils deviennent les rois des nuits Raï de toute la région parisienne. Le clan s'organise et investit ensuite dans le cannabis. Mais les ex-associés de Genova ne l'entendent pas ainsi. Dans la nuit du 23 au 24 mai 1995, deux des boîtes des frères gitans sont plastiquées à Évry et Andilly et un engin incendiaire est lancé à travers la vitre d'un restaurant du Perreux. Jean-Dominique Poletti, l'un des deux meurtriers de Genova, est assassiné à Boulogne-Billancourt le 3 août 1995. Son complice Kadda H. dit « Karim » s'enfuit en Algérie. Les choses se calment alors pour un temps.

## L'apogée d'un clan (1995-2005)
La famille Hornec est vaste et les liens qui l'unissent sont très forts.
Le clan est évalué à environ une trentaine de membres.
Après la guerre avec Genova, le clan entre dans une période faste de braquages. Les « H » sont soupçonnés d'être derrière les plus gros casses des dix dernières années en Île-de-France. L'argent récolté continue d'être investi dans les machines à sous clandestines mais également les bars à hôtesses des quartiers chics de la capitale. Les investissements sont dirigés par le chef du clan, le benjamin, Marc Hornec.
Jean-Claude Hornec, lui, se tient à distance des affaires. En sa qualité d'aîné, il est le « Conseil » de la famille. Rien ne se fait sans son assentiment.
Marc Hornec dit « le Forain » est celui qui fait le plus parler de lui dans les médias. À la fin des années 1990, se considérant victime d'un acharnement judiciaire, il pourchassera, avec d'autres membres du clan, deux policiers en civil « planqués » devant chez lui, rue des Ramenas. Les deux hommes furent « escortés » jusqu'au 36, quai des Orfèvres, à Paris. En 1995, Marc, recherché pour trafic de stupéfiants, force un barrage, à Cagnes-sur-Mer (Alpes-Maritimes), où il possède une luxueuse villa. Il parvient à s'enfuir in extremis. En 1997, il est arrêté dans un hôtel d'Eurodisney. Lors de la perquisition qui s'ensuit, 550 kilos de cannabis sont découverts. Il est alors condamné à 4 ans de prison ferme.
Avec le business des machines à sous, le but des Hornec est de prendre le contrôle des quartiers autour de la place de l’Étoile et des Champs-Élysées, notamment au sein du quartier des Champs-Élysées, le « triangle d'or ». Mais très vite, ils se retrouvent opposés à Francis le Belge. Lorsque ce dernier est abattu le 25 septembre 2000 dans un bar très select du VIIIe arrondissement, le clan est alors soupçonné. Nordine Ben slimani est d'ailleurs arrêté et mis en examen car soupçonné d'être l'un des commanditaires. Mais cette piste a depuis été abandonnée par les enquêteurs.
Toujours durant cette période, les Hornec semblent alors tenir le haut du pavé et les trois frères entretiennent une réputation impitoyable. Les policiers les soupçonnent d'être derrière plusieurs règlements de comptes à Paris ou en banlieue : Farid Sanaa, dit « l'Écureuil », place des Ternes, le 19 octobre 1999, Antonio Lages, dit « le Portugais », peu de temps après, abattu de deux décharges de fusil de chasse avenue George-V, Djilali Zitouni meurt le 21 juillet 2001 à Gennevilliers. Puis, c'est au tour de Patrice Roma d'être abattu en décembre 2001, dans le XIe arrondissement. Les Hornec sont également soupçonnés d'avoir collaboré avec Antonio Ferrara, et peut-être même d'avoir participé à l'évasion de ce dernier en mars 2003.
À partir de 2001, le Milieu français semble connaitre une relative accalmie après avoir subi une véritable hécatombe (pas moins de 100 morts entre 1995 et 2000, dont vingt à Paris pour la seule année 2000). Les Hornec semblent prospérer et la justice ne parvient pas à les stopper.
Le 19 décembre 2002, Marc Hornec est de nouveau mis en examen et incarcéré pour « vol à main armée et association de malfaiteurs » dans une affaire portant sur le vol de plusieurs lingots d'or commis le 11 juin 1999 à Paris, à l'encontre de quatre Algériens venus changer de l'argent en or. Il est mis en cause à la suite d'une écoute téléphonique. Cependant il est libéré le 30 janvier 2003 pour vice de procédure. Il a pour avocats Maîtres Giraud, Liénard et Achoui. La décision est contestée par les syndicats de policiers.
Mais au printemps 2003, un juge de Grenoble découvre l'implication de Marc Hornec dans une agression à main armée commise dans la nuit du 9 au 10 décembre 2002 en Isère : un commando de sept ou huit individus s'est introduit au domicile d'un couple, a menotté les occupants des lieux, et est reparti en emportant des bijoux et des diamants pour une valeur totale d'environ 60 000 €. Le juge soupçonne également Jérémie L. dit « Jimy » et un autre comparse non identifié d'avoir fait partie du commando. À peine âgé de 19 ans, Jérémie L. a déjà un palmarès impressionnant : extorsion, violence avec armes, et suspicion dans un assassinat commis deux mois plus tôt. D'après la police judiciaire, il a sauté très tôt la case de la délinquance pour atterrir directement dans celle du grand banditisme.
Le 14 août 2003, Marc Hornec et sa femme sont officiellement inscrits au fichier des personnes recherchées (FPR) en vertu d'un mandat d'arrêt délivré par le juge de Grenoble. Débute alors une cavale qui va durer 7 mois. Sa présence est tour à tour signalée sur la Côte d'Azur, à Nice, à Menton, en Savoie, à Courchevel ou encore à Paris.
En mars 2004, Marc Hornec est finalement arrêté par les gendarmes d'élite du GIGN, avant d'être remis en liberté trois mois plus tard.
Jean-Claude Hornec dit « Eddy Mitchell » est, quant à lui, inculpé dans une affaire de tableaux volés avec six autres personnes arrêtées en 2002 et 2003, dont trois ont des liens de parenté avec lui (Fabrice, Jacques et Thierry Hornec, neveux et cousins). De plus, cette bande est aussi soupçonnée de nombreux « saucissonages », aussi violents qu'intelligemment montés, effectués en Picardie, dans le Nord-Pas-de-Calais et en Champagne-Ardenne, d'un vaste trafic de voitures de luxe volées sur les autoroutes et du braquage de l'hôtel des ventes de Fontainebleau (800 000 € de joyaux dérobés).
"John Hornec, l’aîné de Bob, a disparu des radars en quittant la France pour intégrer la Légion étrangère. Officiellement, il fuit une longue liste de chefs d'accusation. Officieusement, il continue de tirer les ficelles, à distance, du milieu de la nuit dans le sud de la France. Clubs, trafics, règlements de comptes : son nom revient dans plusieurs dossiers sensibles. Même loin, il reste une ombre pesante sur les affaires en cours."
Les enquêteurs de l’Office central de lutte contre le crime organisé le savent : Hornec n’a jamais réellement quitté le terrain. Depuis les bases reculées de la Légion, il utilise des hommes de confiance pour faire passer ses ordres. Chaque mouvement dans les boîtes de nuit du Languedoc, chaque cargaison douteuse interceptée dans les ports de Sète ou de Marseille porte sa signature en creux.
Les écoutes parlent d’un certain “Le petit gitan” — un alias qui revient trop souvent pour être ignoré. Derrière ce pseudonyme, un cerveau froid, méthodique, prêt à disparaître encore si la pression monte. Mais cette fois, les services ont décidé de remonter jusqu’à lui. L’opération est lancée, discrète, mais déterminée. Et dans l’ombre, les alliances vacillent.
Le territoire des Hornec se compose de six pavillons rue des Ramenas à Montreuil, flanqués de quatre caravanes. Ce territoire, constamment surveillé par des guetteurs recrutés dans les cités avoisinantes, est réputé être un camp retranché imprenable.
Malgré les lourdes présomptions qui pèsent sur eux, Mario et Jean-Claude Hornec gardent un casier judiciaire vierge jusqu'en 2006.

## La fin des «H»? (2005-2020)

### L'assassinat de James Hornec
Le 24 décembre 2005, James Hornec, fils unique de Mario Hornec, âgé de 24 ans, est abattu d'une balle de 22 long rifle dans le dos. Il décède peu de temps après son arrivée à l'hôpital Jean-Verdier de Bondy (Seine-Saint-Denis). Il pourrait s'agir d'un saucissonnage qui aurait mal tourné. Il était considéré comme l'étoile montante du clan, apte à reprendre la succession. Malgré son jeune âge, la fiche de James Hornec contenait déjà quatre affaires : racket, agression et blanchiment d'argent. À 20 ans, il avait déjà été arrêté pour un trafic de voitures de luxe volées : Porsche, Audi, Mercedes et BMW.
L'assassinat du jeune homme marque le début du déclin du clan.

### Interpellations en série
En janvier 2006, Steve Hornec (né en 1979), un cousin germain des frères, est arrêté. Il est interpellé avec une trentaine de personnes au cours d'une vaste opération de police visant des cercles de jeu clandestins dans la Seine-Saint-Denis, et conduite par la Brigade de recherches et d'investigations financières (BRIF), du lundi 16 au mercredi 18 janvier 2006.
Cette réussite judiciaire est alors présentée comme une illustration des nouvelles méthodes de lutte contre le grand banditisme, consistant à s'attaquer aux « voyous » par le volet financier.
Le 15 novembre 2006, l'impunité de Mario et Jean-Claude Hornec prend fin. Ils sont mis en examen pour « importation, détention et cession de stupéfiants en bande organisée » et « association de malfaiteurs ». Le trafic porte sur 136 kilos de cocaïne en provenance de cartels colombiens. Les policiers de l'OCRTIS, par l'intermédiaire d'un enquêteur, vont pénétrer le réseau, comme le permet la loi Perben II.
Le 28 février 2008, Marc Hornec est arrêté par la gendarmerie  à L'Isle-Adam, dans le Val-d'Oise. L'arrestation s'est déroulée en douceur, dans un campement de Tziganes par les gendarmes du GIGN et de l'Office central de lutte contre la délinquance itinérante (OCLDI). Marc Hornec, ainsi que plusieurs membres de sa famille, faisaient l'objet d'un mandat d'arrêt pour « vols par ruse sur des personnes en état de faiblesse » et « association de malfaiteurs » pour la période 2000-2002. Ils sont soupçonnés d'avoir commis des vols avec armes en Picardie au domicile de personnes âgées, des vols de voitures haut de gamme mais aussi la séquestration d'un couple fortuné dans l'Isère. À l'issue de sa garde à vue, « Frankie » sera relâché.
En novembre 2008, Jimmy Hornec, un cousin des trois frères, est arrêté pour une agression au carjacking sur l'autoroute A1, commise en 2002 sur le comédien Dany Boon.

Mercredi 23 avril 2008, c'est une partie du clan Hornec qui comparaît devant le tribunal correctionnel d'Amiens pour association de malfaiteurs et vols. Sur le banc des accusés, on retrouve Marc Hornec et son frère Jean-Claude, mais également leurs cousins et neveux, Fabrice, David et Jimmy Hornec, ainsi que deux beaux-frères : Marc Chainay et Enrique G. La compagne de Marc Hornec, Lydia Chainay est également poursuivie. À l'issue du jugement, Jean-Claude est relaxé tandis que Marc écope de 10 ans de prison ferme.
Le 31 août 2008, Frankie Hornec, 19 ans, est arrêté dans le sud de la France à la sortie d’un centre commercial de Saint-Laurent-du-Var (Alpes-Maritimes). Interpellé par les gendarmes de l'OCLDI secondés par des policiers cannois, Franckie Hornec est alors déféré au parquet de Grasse avant d’être écroué.
En juillet 2008, Marcus Hornec, le fils de Marc, recherché pour « extorsion de fonds », « faux et usage de faux », et « blanchiment » est arrêté par la police judiciaire alors qu'il est tout juste âgé de 20 ans. Il est écroué à la maison d'arrêt de Fleury-Mérogis.
Jean-Claude et Mario Hornec comparaissent en juillet 2009 à la suite de leur mise en examen en 2006.
Fabrice Hornec est jugé en novembre 2014, à Douai, par la présidente de cour d'assises Anne Segond, pour un vol d'or perpétré en janvier 2011 sur l'autoroute A1.

### Libérations successives
Le 28 mai 2010, la cour d'appel de Paris condamne Jean-Claude et Mario à respectivement six et sept ans de prison contre sept et huit en première instance. Ils sont tous deux libérés sous le régime de la liberté conditionnelle à partir de décembre 2010 et celle-ci se termine le 13 décembre 2012. Cet aménagement de peine n'a été possible que grâce à des garanties sérieuses de réadaptation sociale. Mario Hornec a été engagé comme régisseur du cirque Bouglione. Quant à Jean-Claude, il s'est investi en prison dans des activités socio-culturelles, notamment le spectacle de marionnettes.

### Interpellations de Jean-Claude Hornec et de son fils dans le cadre d'un trafic d'enfouissement de déchets
Vendredi 7 mars 2014, Jean-Claude Hornec et son fils, Lounes, sont interpellés dans le cadre d'une affaire d'enfouissement de déchets illégal. Jean-Claude Hornec, 60 ans, à la tête de la société RTR Groupe Environnement, proposait à des entreprises du BTP, qui sont dans l'obligation de recycler leurs déchets dangereux, comme l'amiante, de les traiter. Mais au lieu de les traiter, il piégeait des agriculteurs qu'il menaçait ou piégeait avec des prêts aux taux très élevés pour les obliger à enfouir sur leurs terres les déchets en question en plaine de France, à l'est de Paris.
Dans le cadre de l'enquête, qui a débuté en juin 2013, douze personnes ont été interpellés, cinq ont été déférées devant la justice. Jean-Claude a été placé dans la foulée en détention provisoire. La bande est accusée d'« extorsion de fonds en bande organisée », « association de malfaiteurs en vue de commettre un crime » et « dépôts illégaux de déchets ». Ils encourent trente ans de prison.

### Condamnations

#### Marc Hornec
Il est condamné, à Amiens, à 10 ans de prison le 5 juin 2008 pour association de malfaiteurs et vols. Le procès en appel aboutit à une condamnation de 4 ans ferme, l'association de malfaiteur n'ayant pas été retenue par le tribunal.
Il est condamné à 3 ans de prison par le tribunal correctionnel de Créteil, le 10 juillet 2008, pour extorsion et blanchiment.
Le 28 avril 2017 il est mis en examen notamment pour des faits d'extorsion en bande organisée, non-justification de ressources, escroquerie et association de malfaiteurs et sera incarcéré à la maison d'arrêt de Villepinte (Seine-Saint-Denis).

#### Jean-Claude Hornec
Le 7 juillet 2009, il est condamné à 8 ans de prison assortie d'une peine de sureté des deux tiers pour trafic de stupéfiants. Il doit s'acquitter d'une amende de 400 000 euros.

#### Mario Hornec
Le 7 juillet 2009, il est condamné à 7 ans de prison assortie d'une peine de sureté des deux tiers pour association de malfaiteurs et il n'est pas condamné pour trafic de stupéfiants. Il doit s'acquitter d'une amende de 500 000 euros.
Lors d'une perquisition chez Arnaud Mimran lors de l’enquête sur la fraude à la TVA sur les quotas de carbone, la photocopie de la carte d'identité et du permis de conduire de Mario Hornec, auraient été retrouvés, par hasard, selon Mimran.

#### Fabrice Hornec
Le cousin de Marc Hornec, Fabrice, est condamné à 9 ans de prison par le tribunal d'Amiens le 5 juin 2008. Il est condamné à 4 ans de prison lors du procès en appel. En appel, Fabrice, ainsi que son associé William Noël, 47 ans sont condamnés de nouveau : « le premier a pris deux ans de plus qu’en première instance et le second un de moins, soit 17 ans » 
Source Dernières Nouvelles du Milieu J Pierrat 11/10/2015

#### Jimmy Hornec
Autre cousin de Marc Hornec, Jimmy Hornec, 31 ans, est arrêté le 26 novembre 2008 à Noisy-le-Sec. Il faisait l'objet depuis le 5 juin 2008 d'un mandat d'arrêt dans le cadre d'une condamnation à sept années d'emprisonnement pour vols aggravés et association de malfaiteurs,.

## Patrimoine
Les frères Hornec auraient beaucoup investi dans l'immobilier en région parisienne et sur la Côte d'Azur comme à Cagnes-sur-Mer (Alpes-Maritimes), où ils possèdent une luxueuse villa. Ils possèderaient trente propriétés bâties en France ainsi que deux maisons en Espagne et auraient signé plusieurs contrats d'assurance vie, payés avec des mensualités considérables. Ils possèdent plusieurs bars, restaurants et cinq boîtes de nuit. Les Hornec roulent en Porsche, Jaguar, Mercedes et BMW, toujours de location.
Les policiers de l'Office central de répression de la grande délinquance financière (OCRGDF) s'interrogent sur l'absence de revenus officiels des frères Hornec et les biens multiples qui leur sont rattachés, directement ou par personnes interposées. Ils ne payent pas d'impôt sur le revenu, et de plus, certains pointent au RMI.

## Cinéma
Dans le film Truands (2007) de Frédéric Schoendoerffer, un parrain du milieu parisien — très inspiré par Claude Genova — est trahi par ses jeunes lieutenants qui le font abattre lors d'une permission de sortie de prison. Il s'agit du crime dont les frères Hornec ont toujours été soupçonnés.